# Наследование мастей и отметин лошадей
Генетика мастей лошадей — одно из направлений генетических исследований масти в коневодстве.
Изучение механизмов наследования мастей важно в том числе и для выведения пород заводчиками, специализирующихся на получении жеребят определённого окраса. Также необходимо помнить, что с определёнными генами-модификаторами, особенно осветлителями, связаны некоторые наследственные болезни. Своевременное тестирование ДНК производителей или изучение родословных на предмет возможного наличия неблагоприятных генов поможет избежать ошибок при подборе будущих родителей. В настоящее время в вопросе наследования мастей лошадей доминируют две основные теории наследования, созданные американскими учёными доктором Филлипом Споненбергом и Энн Боулинг. Согласно первой (теории Споненберга), все лошади делятся на генетически вороных, генетически гнедых и генетически рыжих. Согласно второй (теории Боулинг), все лошади делятся на генетически вороных и генетически рыжих. Указанные масти выделены учеными в качестве основных, или базовых. Все остальные масти являются производными от базовых мастей.

## ГенылокусаExtension

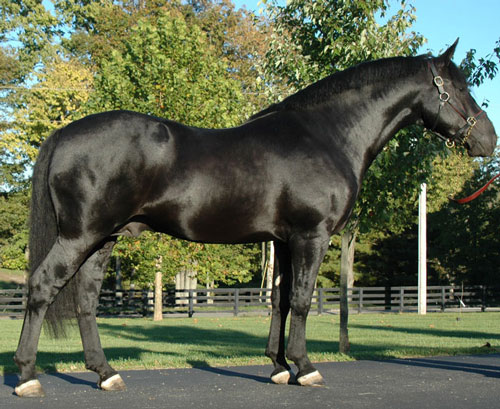

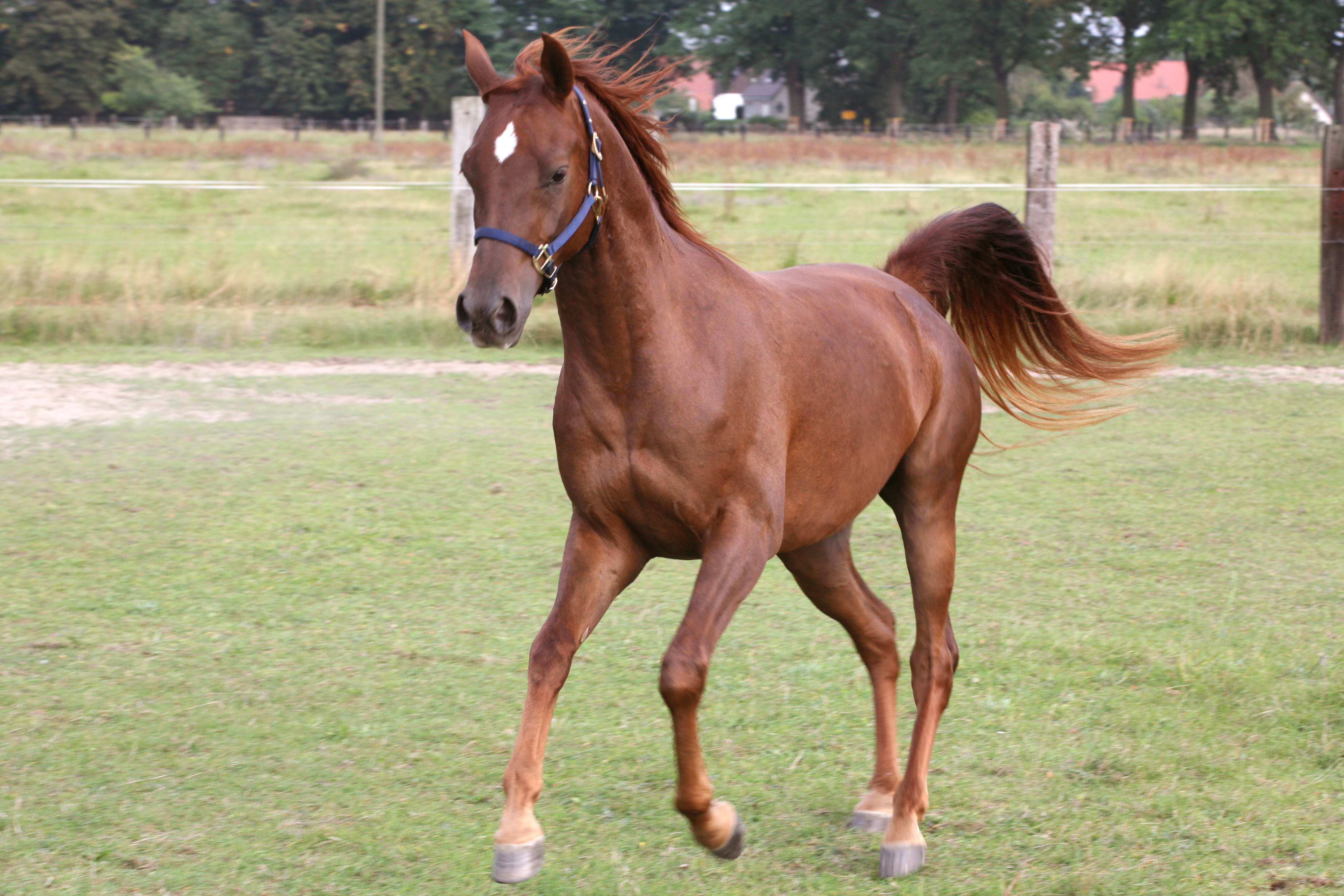
ee генотип

Все окрасы млекопитающих определяются сочетанием двух основных типов пигмента — черного и рыжего — и их оттенков.
Чёрный пигмент зависит от наличия в организме белка эумеланина. Синтез эумеланина определяется доминантным геном Е, расположенным в локусе Extension. При наличии одного или двух генов Е рождается лошадь вороной масти.
Рыжий пигмент зависит от наличия белка феомеланина, синтез которого определяется рецессивным геном е, расположенным в том же локусе. При наличии двух генов е (ее) рождается лошадь рыжей масти.
Возможны следующие сочетания генов локуса Extension:
ЕЕ — лошадь генетически и фенотипически вороная
Её — лошадь генетически и фенотипически вороная
её — лошадь генетически и фенотипически рыжая.

## Гены локуса агути (Agouti)
Гены, расположенные в локусе агути, отвечают за распределение пигмента по телу животного. В этом локусе расположены следующие аллели: А, At и а.
Доминатный аллель А при наличии гена Е (см. выше Гены локуса Extention) в процессе эмбриогенеза переключает часть меланоцитов на синтез рыжего пигмента. Помимо этого аллель А распределяет чёрный пигмент, концентрируя его в гриве, хвосте и нижней части ног лошади так, что получается гнедая масть.
Рецессивный аллель а распределяет чёрный пигмент по всему телу, приводя к образованию вороной масти.
Промежуточное положение занимает аллель At. Он распределяет пигмент чёрный почти по всему телу, за исключением небольших областей вокруг глаз, вокруг ноздрей, возле локтей и в паху, приводя к образования караковой масти.
Гены локуса агути доминируют друг над другом в таком порядке: A > At > a.
ЕЕАА, ЕЕАа, ЕеАА, ЕеАа, EEAAt, EeAAt — лошадь гнедая
EEAtAt, EEAta, EeAtAt, EeAta — лошадь караковая
ЕЕаа, Ееаа — лошадь вороная
Если аллель А и/или At присутствуют у рыжей лошади, они не проявляют себя, поскольку чёрного пигмента у такой лошади нет.
Генотипы рыжих лошадей: ееАА, ееАа, eeAAt, eeAtAt, eeAta, ееаа.

## Ген кремелло
Ген кремелло, обозначаемый C(cr) (амер. Cremello) относится к так называемым генам-осветлителям и является не полностью доминантным.
Иногда можно встретить обозначение этого гена как Cr (рецессивный аллель гена крема, никак не влияющий на окрас шерсти, обозначается соответственно С, иногда сcr или С+). В старой литературе можно встретить даже обозначение D, но сейчас оно уже не используется.
Ген кремелло ведет себя по-разному в зависимости от того, находится он в гомозиготном или в гетерозиготном состоянии.
Принято считать, что ген C(cr) в гетерозиготном состоянии осветляет только рыжий пигмент. При этом рыжая масть превращается в соловую, а гнедая — в буланую.

У вороных лошадей нет рыжего пигмента, соответственно, осветлять нечего. Однако на практике лошади вороной масти с одним геном крема иногда имеют не чёрный, а темно-коричневый окрас шерсти. В русской иппологической литературе такая масть называется пепельно-вороной, однако в племенных документах её обозначают как просто вороную. Из этого можно сделать вывод, что даже в гетерозиготном состоянии ген C(cr) может слегка осветлять чёрный пигмент. В пользу этого говорят также наблюдения за изредка встречающимися булаными лошадьми с коричневыми гривой, хвостом и нижней частью ног вместо черных.
В гомозиготном состоянии ген C(cr) осветляет и рыжий, и черный пигменты, превращая лошадь любой масти в изабелловую. При этом осветление происходит не только в шерсти, но и в коже и радужной оболочке глаз: кожа становится розовой, а глаза — голубыми.
Варианты генотипов мастей:
Изабелловая: aа_eе_C(cr)C(cr), Аа_Ее_C(cr)C(cr), aa_EE_C(cr)C(cr)
Соловая: aа_eе_C(cr)C
Буланая: Аа_Ее_C(cr)C
Пепельно-вороная: aa_Ee_C(cr)C

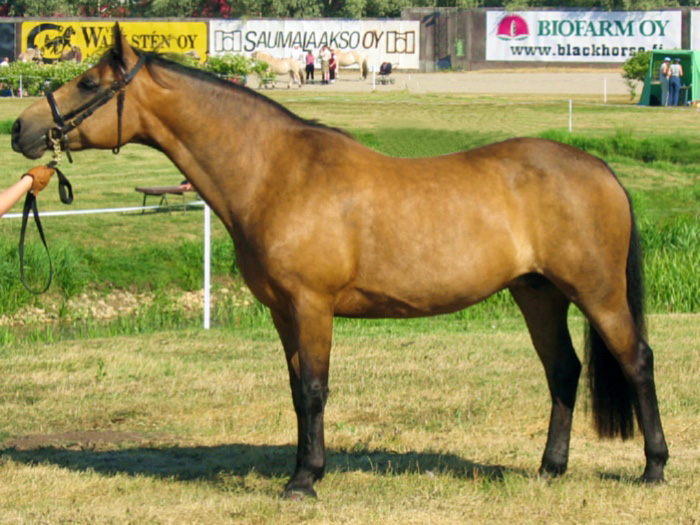
Буланая лошадь
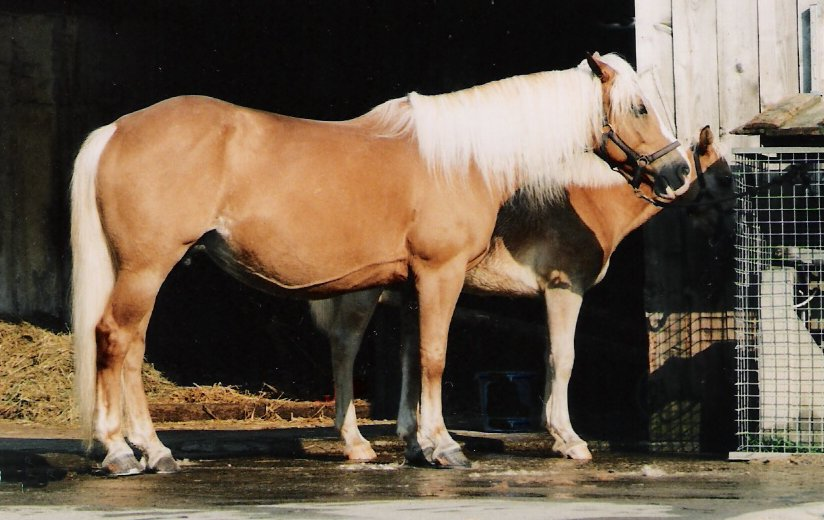
Соловая лошадь
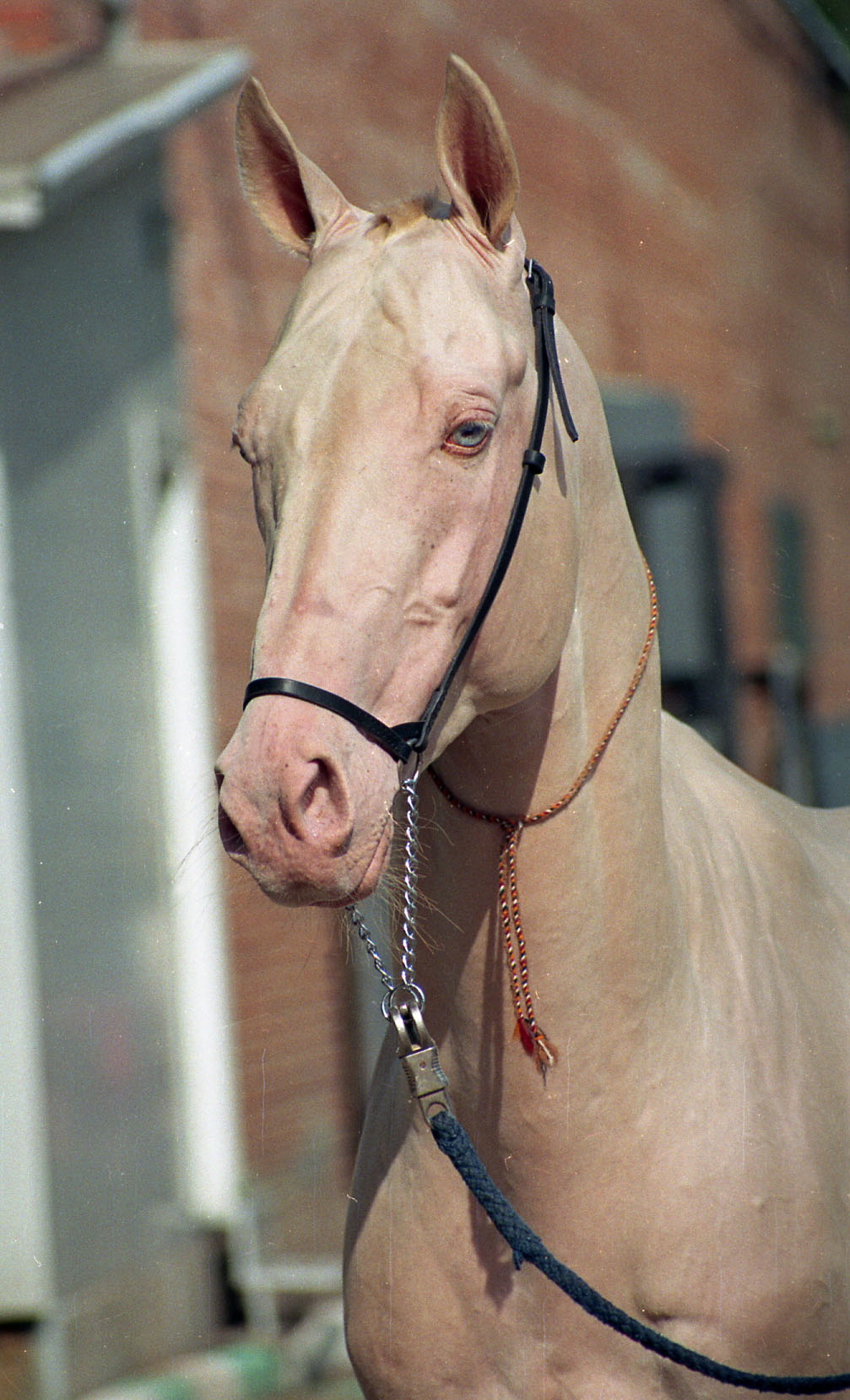
Изабелловая лошадь (ахалтекинская порода)

## Ген «дикой» окраски
Ген саврасости, или «дикой окраски», является доминантным геном-осветлителем. Он осветляет одновременно и черный, и рыжий пигмент, но при этом его воздействие на пигмент в волосах гривы, хвоста и на ногах ограничено. Обозначается «дикий» ген DUN, иногда D или Dn+.
Масти на основе гена саврасости являются самыми древними мастями, ранее всех остальных появившимися у лошадей, поэтому их называют «дикими». Эти масти наилучшим образом позволяют лошади замаскироваться на местности.
Масти, определённые «диким» геном, присутствует у многих аборигенных пород — башкирской, вятской, соррайя, мустангов, польских коников, даже у четвертьмильных лошадей. Лошади породы фьорд являются исключительно саврасыми (хотя часто в литературе их называли булаными, что в принципе неверно: при скрещивании буланых родителей неизбежно происходит расщепление мастей у потомства, в то время как среди фьордов нет несаврасых лошадей). В таких же заводских породах, как арабская, тракененская, масти на основе гена саврасости вовсе отсутствуют.
«Дикий» ген превращает обычные масти в «дикие» по следующей схеме:
- вороную — в мышастую
- гнедую — в саврасую (гнедо-саврасую)
- рыжую — в каурую (иногда рыже-саврасую)
- караковую — в мухортую (караково-саврасую)
- и т. д., например, соловую — в солово-саврасую, буланую — в булано-саврасую.

## Серебристый ген
Серебристый ген является доминантным геном-осветлителем. Он в разной степени осветляет черный пигмент, причем его действие особенно выражено в гриве и хвосте, а на ногах гнедых лошадей несколько ослаблено. Данный ген обозначается Z. Его рецессивная аллель, не влияющая на окрас животного, обозначается z.
Принято считать, что серебристый ген встречается в генофонде исландских лошадей, породы морган, четвертьмильных лошадей, лошадей Скалистых гор, американских шетлендских пони и американских миниатюрных лошадей. Однако наблюдения показывают, что лошади, имеющие масти, схожие с «серебристыми», встречаются в том числе и в некоторых европейских породах тяжеловозов, так что истинные масштабы распространения этого гена могут быть больше.
Поскольку этот ген осветляет только чёрный пигмент, он проявляет себя у вороных и гнедых лошадей, но не влияет на лошадь рыжей масти.
Серебристый ген в породе Скалистых гор оказался сцепленным с геном ASD, вызывающим отклонения в развитии структур глаза. Некоторые лошади, гомозиготные по серебристому гену (генетический набор ZZ), имеют нарушения зрения.
Масти на основе серебристого гена:
- серебристо-гнедая
- серебристо-вороная

В русской иппологии до сих пор принято называть серебристых лошадей «игреневыми с темными ногами» или просто «игреневыми», что в принципе неверно, поскольку вводит в заблуждение, в том числе и относительно происхождения. Мы считаем, что все же необходимо называть серебристых лошадей серебристо-гнедыми и серебристо-вороными.
На основе саврасой или буланой масти проявление серебристого гена довольно слабо, и порой трудно точно определить масть по внешнему виду лошади.
Например, серебристо-саврасая лошадь может быть очень похожа на солово-саврасую. Серебристо-буланая масть внешне схожа с соловой. Эти и другие масти на основе серебристого гена считаются редкими, однако надо признать, что часто имеет место неправильная идентификация.

## Шампанский ген
Шампанский ген является доминантным геном-осветлителем и осветляет оба пигмента — и чёрный, и рыжий. Обозначается Ch (рецессивная аллель, соответственно, ch).
Шампанский ген действует на фоне других генов и меняет масти следующим образом:
- вороную масть превращает в шампанскую, или классическую шампанскую
- караковую или темно-гнедую масть — в соболиную
- гнедую масть — в янтарную
- рыжую масть — в золотую.

Шампанский ген усиливает действие гена кремелло, что приводит к значительному осветлению шерсти лошади. Таким образом, любую масть с геном кремелло (буланую, соловую, пепельно-вороную, изабелловую) шампанский ген превращает в т. н. цвет слоновой кости. Это общее название для группы описанных мастей без уточнения масти-основы. Есть и другая номенклатура названий, которая предполагает обязательное включение в название масти-основы. Так, например, буланая масть с шампанским геном может называться янтарно-кремовая, а соловая с шампанским геном — золото-кремовая и т. д.
Очень редко шампанский ген может сочетаться с другими генами-осветлителями или генами-модификаторами. При сочетании янтарной масти с геном «дикой» окраски может получиться янтарно-саврасая, при сочетании соболиной масти с геном чубарой масти — соболино-чубарая и т. д.

## Жемчужный ген
У лошадей существует ещё один редчайший рецессивный ген-осветлитель, называемый жемчужным геном. Находится в том же локусе, что и ген кремелло, то есть эти два гена — аллельные, жемчужный ген (аллель) обозначается C(pr).
В гомозиготном состоянии он превращает рыжую масть в абрикосовую (рыже-жемчужную), вороную — в вороно-жемчужную, и т. д.
При наличии доминантного аллеля C(cr) жемчужный ген превращает любую масть в псевдоизабелловую. Генотип псевдоизбелловой лошади в данном локусе: C(cr)C(pr). Лошади псевдоизабелловой масти отличаются тёмно-голубыми, янтарными или золотистыми глазами.
Жемчужный ген присутствует в генофонде таких пород, как андалузская, лузитанская, квотерхорс, пейнтхорс, перуанский пасо и тинкер.

## Ген раннего поседения
В сущности, серая масть является ранним поседением. Поэтому серые лошади рождаются, имея абсолютно любую масть, кроме серой.
Ген раннего поседения является эпистатичным. Это особая форма доминирования; она означает, что ген перекрывает проявление неаллельных генов. Таким образом, по мнению западных ученых, в частности доктора Споненберга и профессора Боулинг, совершенно некорректно выделять серую масть в качестве основной (как это до сих пор принято в русской иппологии).
Один из родителей серой лошади обязательно должен быть серым.
Ген раннего поседения обозначается G (от англ. «grey» — серый, седой), его рецессивная аллель, не влияющая на окрас животного, обозначается g.
Поседение происходит в несколько этапов, и продолжительность каждого из них индивидуальна для конкретной лошади.

## Ген чалой масти
Чалая масть определяется доминантным геном Rn (от англ. roan — чалый), рецессивный аллель соответственно обозначается rn. Ген чалой масти относится к генам-модификаторам. Таким образом, у чалой лошади хотя бы один из родителей должен быть чалым.
Ген чалой масти действует «поверх» других неаллельных генов и превращает:
- вороную масть — в вороно-чалую
- гнедую масть — в гнедо-чалую
- рыжую масть — в рыже-чалую
- саврасую — в саврасо-чалую (внешне она похожа на светло-гнедо-чалую, только у такой лошади присутствуют «дикие» отметины)
- соловую — в солово-чалую
- и т. д.

Гипотеза летальности гена чалой масти
В 1979 г. ученые Хинц и Ван Влекк в Journal of Heredity опубликовали свою работу «Lethal Dominant Roan in Horses». В этой статье они выдвинули теорию, что гомозиготный набор гена чалости RnRn является летальным и такие эмбрионы гибнут в утробе матери. Упоминание об этой теории, в том числе как об истинной, до сих пор можно найти в иппологической литературе.
В начале XXI века Энн Т. Боулинг доказала, что эта теория с большой долей вероятности неверна, поскольку Хинц и Ван Влекк основывались только на исследовании родословных, не изучая причины смерти конкретных жеребят.
В 2009 году был разработан анализ на ген чалой масти, и ученые обнаружили в породах квотерхорс и американский пейнтхорс немало лошадей, гомозиготных по этому гену. Таким образом, спустя 30 лет после выхода труда Хинца и Ван Влекка ошибочность их гипотезы была доказана.

## Наследование чубарой масти
Чубарая масть определяется доминантным геном, который обозначается Lp (иногда LP) — от англ. «leopard» — «леопардовый».
Известно, что большое количество темных пятнышек на белом фоне имеют только гетерозиготные особи (Lplp), а особи гомозиготные (LpLp) таких пятнышек не имеют или имеют их очень мало. Таким образом, варианты чубарой масти типа «чепрак» и леопардовая являются гетерозиготными, а «белый чепрак» и леопардовая малопятнистая — гомозиготными.
Но помимо факта наличия цветных пятнышек есть ещё и размер белого «чепрака» на корпусе лошади. Иногда он ограничивается проседью на крупе, иногда вообще отсутствует, иногда захватывает все тело. До сих пор неизвестно, что определяет его размер, но, скорее всего, речь идет о каком-то другом гене, механизм наследования которого ещё не изучен.
Гены, определяющие развитие чубарой масти, относятся к генам-модификаторам. В США их называют «леопардовым комплексом» — Leopard complex.
Чубарой масти иногда сопутствуют жидкие грива и хвост, однако встречается немало чубарых лошадей с нормальной гривой и хвостом, так что связь между генами чубарой масти и жидкими гривой и хвостом представляется ученым сомнительной.

## Наследование пегой масти
В русской иппологии пегими в принято назвать лошадей, по телу которых на фоне основной масти разбросаны неправильной формы крупные белые пятна. Однако западные ученые выделяют 4 вида пегой масти, имеющие разную генетическую природу и даже различающиеся внешне. Это:
- тобиано
- frame
- сабино
- splashed white.

Типы пегой масти frame, сабино и splashed white иногда объединяют в единую группу «не-тобиано» — оверо, или оваро.
Тобиано
Тип пегой масти тобиано определяется доминантным геном-модификатором To (рецессивная аллель обозначается to).
Ген тобиано проявляется с разной интенсивностью. Это приводит к тому, что иногда пегие жеребята рождаются от непегих родителей. Есть версия, что помимо гена То существует неаллельный ген, «разрешающий» пегой масти проявиться. Если его нет, лошадь будет непегой, имея доминантный ген пегости тобиано, и от неё будут рождаться непегие лошади, пока в генотипе потомков не появится тот самый неаллельный ген, «разрешающий» проявление пегой масти.
Frame
Frame в переводе с английского означает «рамка». В русском языке нет устоявшегося термина для обозначения этого типа пегой масти.
Пегая масть frame определяется доминантным геном Fr (в русской иппологической литературе можно встретить устаревшее обозначение Ov или OV). Раньше существовала ошибочная версия, что этот ген является рецессивным, поскольку пегие жеребята иногда рождались у двух непегих родителей. Однако исследования подтвердили, что такие родители просто не имеют проявлений данного гена, на самом деле являясь его носителями.
В гомозиготном состоянии этот ген является летальным, вызывая OLWS (Overo Lethal White Syndrome — синдром смертности белых жеребят). Ген Fr в гомозиготном состоянии приводит к недоразвитию ободочной кишки, и жеребёнок, будучи не в состоянии испражняться, умирает от колик в течение двух суток после рождения.
Во избежание подобных ситуаций лошадь, имеющую такой ген, необходимо спаривать только с лошадью, не имеющей его. В США для подбора таких производителей используется анализ ДНК на наличие гена Fr.
Сабино (sabino)
Ген пегой масти типа сабино проявляется по-разному — от небольшой белой отметины на голове или на ноге у лошади до обширных белых пятен и проседи, занимающих почти все тело лошади.
В сущности, звезды, проточины, носки и чулки у любой лошади являются слабыми проявлениями сабино.
Есть версия, что существует особый доминантный ген N, дающий разрешение на проявление белых отметин. Некоторые считают, что доминантный ген пегости сабино Sb отвечает за любые белые отметины. Однако эти теории до сих пор не были ни подтверждены, ни опровергнуты.
Большинство современных ученых считают, что сабино контролируется несколькими неаллельными генами.
На молекулярном уровне открыта одна аллель локуса сабино — Sb1. В гомозиготном состоянии этот ген определяет максимальное проявление масти сабино — полностью белый окрас шерсти.
Была версия, что в гомозиготной форме гены сабино летальны, однако наблюдение за шайрской и клайдесдальской породами, в которых эти гены распространены, не дают оснований поддерживать эту версию.
Splashed white
Гены этого типа пегой масти могут проявляться как небольшие белые отметины на морде и ногах, а могут и как огромные пятна на брюхе лошади и почти белый окрас головы.
Считается, что splashed white регулируется неполным доминантным геном Spl, то есть фенотипические проявления зависят от количества этих генов в генотипе лошади. Некоторые ученые придерживаются мнения, что гетерозиготные особи имеют небольшие отметины, а гомозиготные — большие белые пятна на корпусе.
В последнее время высказывается мнение, что этот тип пегой масти регулируется группой неаллельных генов.

## Наследование игреневой масти[1]
Ранее считалось, что появление игреневой масти (осветление гривы и хвоста на фоне рыжей масти), вызывается одним рецессивным геном-модификатором, который обозначался как f. Для появления игреневой масти в таком случае необходим генотип ff. В настоящее время предполагается, что механизм наследования этой масти более сложный и, возможно, в её формировании задействован комплекс из нескольких генов. От двух игреневых родителей рождается только игреневое потомство. На гнедой и вороной масти этот модификатор не работает.

## Наследование зональной чалости рабикано (rabicano)
В русской иппологической литературе нет упоминания о рабикано как отдельного от обычной чалой масти окраса.
Рабикано представляет собой примесь белого волоса у основания репицы, в паху и на животе.
Есть мнение, что узор рабикано образуется благодаря доминантному гену Ra. Но это лишь гипотеза, на настоящий момент она ни подтверждена, ни опровергнута, поскольку рабикано редко встречается у лошадей, что затрудняет исследование его генетической природы.

## Наследование зонального потемнения
Считается, что существует ген, отвечающий за зональное потемнение на верхней линии тела лошади.
Раньше считалось, что бурая масть есть результат воздействия гена-потемнителя, вызывающего потемнение шерсти на верхней линии, но в последнее время ученые отказались от этой версии, поскольку у бурой лошади корпус окрашен равномерно.
Есть версия, что зональное потемнение определяется доминантным геном Sty (от англ. «sooty» — темный). Наблюдения за родословными лошадей показывают сложную картину наследования, которая не может быть объяснена воздействием только одного гена.

## Наследование подласости
Считается, что подласость вызвана доминантным геном Ра (от фр. «pangare» — подласый).
Не так давно бытовало мнение, что караковая масть является вороно-подласой, сведения о чём ещё можно найти на некоторых англоязычных сайтах, однако уже доказано, что это неверно.
В русской иппологической литературе до сих пор можно найти утверждение, что подласость является обязательным спутником «диких» мастей. Это утверждение было опровергнуто американским ученым Споненбергом.

## Анализ ДНК на гены, определяющие масти
В настоящее время возможен анализ ДНК лошади на наличие некоторых генов, определяющих ту или иную масть, а именно:
- рецессивного аллеля гена Extension
- трех аллелей гена Agouti
- доминантного аллеля гена Cremello
- рецессивного аллеля гена Pearl
- доминантного аллеля гена Frame overo
- гена Sabino 1, или Sb1, определяющего некоторые формы пегой масти типа сабино
- доминантного аллеля гена Silver (серебристого гена)
- доминантного аллеля гена Champagne (шампанского гена)
- доминантного аллеля гена Grey (гена раннего поседения, или гена серой масти).

Кроме того, возможны анализы на гомо- и гетерозиготность по следующим генам:
- ген Tobiano (пегой масти типа тобиано)
- ген Dun (саврасости, или «дикой» окраски)
- ген Roan (чалости).